# Spizixos semitorques
Spizixos semitorques е вид птица от семейство Pycnonotidae.

## Разпространение
Видът е разпространен във Виетнам и Китай.